# DELAG
DELAG (niem. Deutsche Luftschiffahrts-Aktiengesellschaft) – pierwsza na świecie linia lotnicza używająca sterowców Zeppelin.

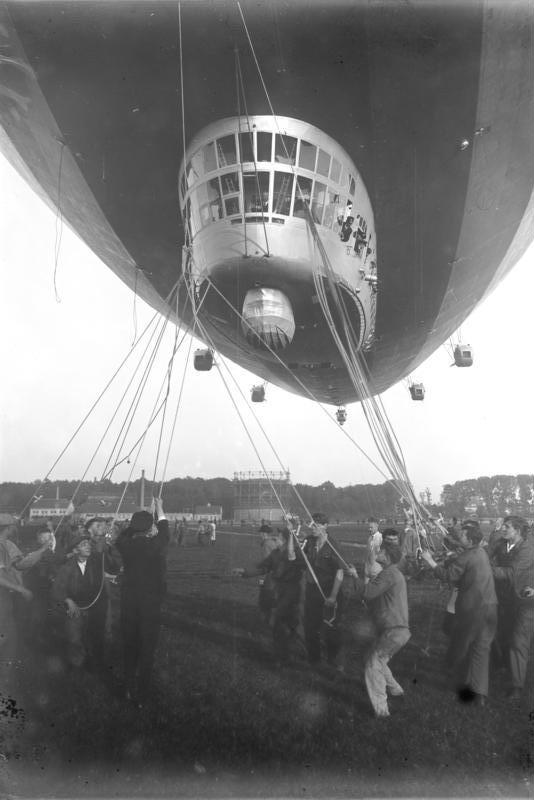
Lądowanie sterowca DELAG 1931

## Powstanie

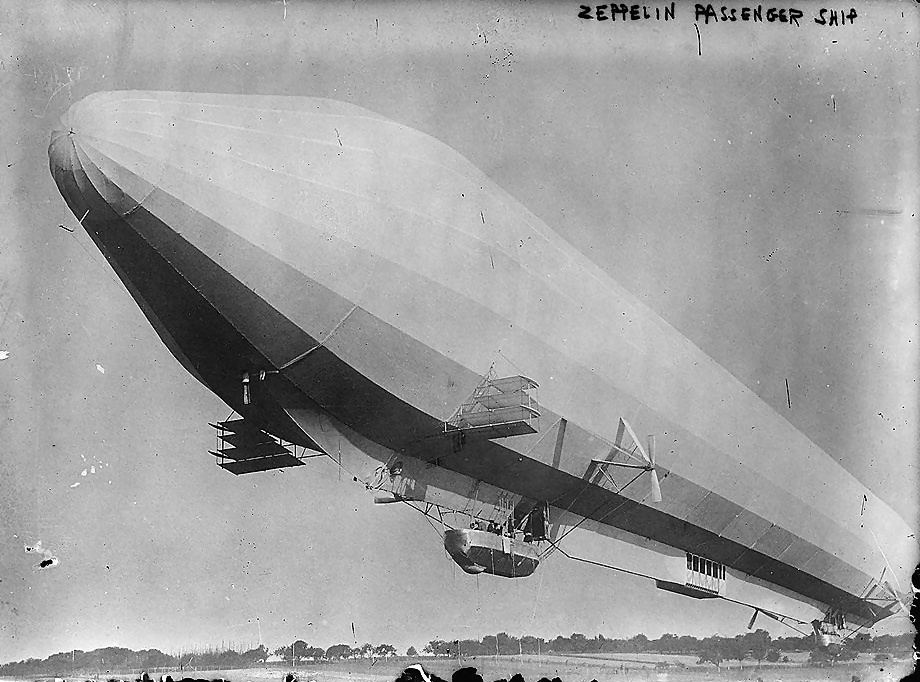
LZ 7 „Deutschland”

Linia powstała 16 listopada 1909 roku z mniejszościowym kapitałem (400 000 marek) Luftschiffbau Zeppelin GmbH oraz większościowym (2 600 000 marek) rządu Cesarstwa Niemieckiego. Pierwszym dyrektorem przedsiębiorstwa został Alfred Colsman. Celem przedsiębiorstwa było rozpropagowanie użycia sterowców, zapewnienie zakupu sterowców z zakładów Zeppelina.
Do wybuchu I wojny światowej przedsiębiorstwo nie było w stanie zapewnić regularnych lotów pasażerskich, ale oferowało wycieczki w kooperacji z linią żeglugi pasażerskiej Hamburg-Amerika. Dzięki takim działaniom zostały wybudowane hangary i lądowiska m.in. we Frankfurcie, Düsseldorfie, Lipsku, Poczdamie, Hamburgu, Dreźnie i Gotha. Pomiędzy 1910 a wybuchem wojny w 1914 roku linia przewiozła ponad 34 tys. pasażerów i wykonała ponad 1,5 tys. lotów.
W posiadaniu linii znalazły się LZ 6, LZ 7 Deutschland, LZ 8 Deutschland II, LZ 10 Schwaben, LZ 11 Viktoria Luise, LZ 13 Hanza i LZ 17 Sachen.

## I wojna światowa
Po wybuchu wojny część sterowców LZ 11, LZ 13 i LZ 17 została przekazana armii jako sterowce treningowe.

## DELAG po 1918 roku
Po zakończeniu wojny linia wznowiła regularne kursy pomiędzy kilkoma miastami w Europie, a od września 1928 roku przy użyciu sterowca LZ 127 Graf Zeppelin rozpoczęła regularne loty transatlantyckie. W skład floty linii oprócz LZ 127 weszły LZ 120 Bodensee, LZ 121 Nordstern. W 1935 roku linia została przejęta przez państwo i zmieniła nazwę na Deutsche Zeppelin-Reederei (DZR)